# Die Firma (Film)
Die Firma (Originaltitel: The Firm) ist ein US-amerikanischer Spielfilm aus dem Jahr 1993. Der Regisseur war Sydney Pollack, das Drehbuch schrieben David Rabe, David Rayfiel und Robert Towne anhand des gleichnamigen Romans von John Grisham. Die Hauptrollen spielten Tom Cruise, Jeanne Tripplehorn und Gene Hackman.

## Handlung
Mitch McDeere absolviert sein Jurastudium an der Harvard University mit hervorragenden Noten, woraufhin er zahlreiche Arbeitsangebote von renommierten Steuer- und Wirtschaftskanzleien im ganzen Land erhält. McDeere entscheidet sich für die Kanzlei („Firma“) Bendini, Lambert & Locke mit Sitz in Memphis, die sich finanziell sehr großzügig gibt, sich als besonders familienfreundlich präsentiert und sich offensichtlich auch um das persönliche Wohl und Privatleben ihrer Mitarbeiter kümmert. McDeere und seine Frau ziehen nach Memphis, wohnen dort in einem möblierten Haus, fahren ein neues Mercedes-Cabrio und fühlen sich zunächst wohl: Er arbeitet sich in die neue Anwaltstätigkeit ein, sie hat eine neue Stelle als Lehrerin gefunden.
Kurz nach seinem Arbeitsbeginn kommen zwei Anwälte der Kanzlei ums Leben und erste Merkwürdigkeiten fallen McDeere auf. Indirekt erfährt er durch das FBI, dass nun schon vier Anwälte der Kanzlei auf mysteriöse Weise zu Tode gekommen sind. Nach weiteren Recherchen und Merkwürdigkeiten teilt ihm das FBI später dann auch direkt mit, dass McDeeres Kanzlei für eine Mafiafamilie tätig ist und irgendwann vom FBI zerschlagen werden soll und dass die vier Anwälte von der Kanzlei ermordet wurden, weil sie die Kanzlei verlassen wollten und somit eine Gefahr für ihre Aktivitäten geworden waren.
Das FBI fordert ihn auf, er solle Akten beschaffen und durchstecken, die die Kanzlei auf den Cayman-Inseln lagert, und dadurch die Ermittlungen unterstützen, da er sonst selbst belangt werden könnte. McDeere weiß, dass ein Verrat der Mandantengeheimnisse ihn seine Zulassung als Anwalt kosten würde. Überdies wird er von seinen Arbeitgebern mit Fotos von einem Ehebruch erpresst, den die Kanzlei eingefädelt hat, um ihn so noch mehr an die Kanzlei binden zu können. Ein Privatdetektiv, den er für Recherchen über die Kanzlei engagiert hat, wird erschossen. Bei seinen Nachforschungen erfährt McDeere, dass die Vorwürfe des FBI zutreffend sind. Zugleich muss er sehr vorsichtig sein, da er durch das FBI weiß, dass er von der Firma überwacht und abgehört wird.
Zufällig stellt McDeere im Rahmen seiner anwaltlichen Tätigkeit fest, dass die Kanzlei ihren Mandanten üblicherweise und bewusst zu viele Arbeitsstunden abrechnet. Da die Abrechnungen per Post und meist bundesstaatenübergreifend verschickt wurden, handelte es sich jeweils um schwerwiegende Fälle des Postbetrugs, ein in den USA streng geahndetes Bundesverbrechen, das mit 5 Jahren Gefängnis für jeden Fall bestraft werden kann. Insgesamt entdeckt er 250 Fälle von Postbetrug. Daher schlägt McDeere dem FBI vor, seine Chefs deswegen zu überführen, und informiert die Mandanten der Kanzlei über den Postbetrug.
Er informiert auch die Mafiabosse, deren Akten er in der Zwischenzeit im Verborgenen kopieren konnte, wie er ihnen berichtet. Er erläutert, dass er zwar nichts mit ihren Aktivitäten zu tun haben will, über die er alles weiß und belegen kann und als ihr Anwalt auch wissen muss, aber als ihr anwaltlicher Vertreter unter Schweigepflicht stehe, solange er lebe und ihm nichts passiere, er sie aber dennoch gerne bei der Geltendmachung der Forderungen gegen die Kanzlei wegen des Postbetrugs vertreten wolle.
Auf diese Weise bekommt er von allen Mandanten die Erlaubnis, gegen die Firma vorzugehen. Zusätzlich hat er im Fall der Mafiabosse sie und die Kanzleieigner erfolgreich gegeneinander ausgespielt, so dass er seine Freiheit wieder erlangt und darauf rechnen darf, weder von der Mafia noch von den Kanzleieignern verfolgt zu werden, da sie die Rache der Mafiafamilie fürchten müssten, falls sie sich an McDeere zu rächen versuchen.
Mit der erfolgreichen Überführung der Kanzleieigner, die voraussichtlich wegen des Verbrechens für lange Zeit im Gefängnis landen werden, stellt er auch das FBI zufrieden, trotz ihres zusätzlichen Wunsches, dass McDeere auch die Mafiabosse für sie überführt, was McDeere nicht tut, um seine Anwaltslizenz halten zu können. Daraufhin kehren McDeere und seine Frau, die ihren Mann unterstützt hat, glücklich nach Boston zurück, um sich dort ein neues Leben aufzubauen.

## Hintergrund
Während sich die Titelfigur Mitch McDeere in der Buchvorlage auf Kosten der Kanzlei als Robin Hood betätigt und sich danach mit einigen Millionen Dollar unterschlagenem Schwarzgeld in die Karibik zurückzieht, findet er in der Filmversion eine Lösung, die ihn nicht mit dem Gesetz in Konflikt bringt und ihm eine weitere Berufsausübung sowie ein Arrangement mit der Mafia ermöglicht.
Bei der Nennung der Hauptdarsteller in den Trailern gab es Streitigkeiten zwischen Cruise und Hackman. Hackmans Vertrag sah vor, dass sein Name (wie bei Hauptrollen üblich) vor dem Filmtitel genannt werden sollte. In Cruises Vertrag hingegen stand, dass sein Name als einziger vor dem Titel genannt werden dürfe. Folglich verfügte Hackman, dass sein Name in den Trailern überhaupt nicht auftauchen dürfe und sein Erscheinen im Film für die Zuschauer so eine Überraschung darstellte. Im Vorspann des Films selbst erschien Hackmans Name dann nach Cruises und vor dem Titel.

## Synchronisation
Die deutsche Synchronisation entstand im Auftrag der Berliner Synchron GmbH, für die Dialogregie und das deutsche Dialogbuch war Jürgen Neu verantwortlich.
| Rolle                  | Schauspieler       | Deutscher Sprecher     |
| ---------------------- | ------------------ | ---------------------- |
| Mitch McDeere          | Tom Cruise         | Stephan Schwartz       |
| Abby McDeere           | Jeanne Tripplehorn | Sabine Jaeger          |
| Avery Tolar            | Gene Hackman       | Klaus Sonnenschein     |
| Oliver Lambert         | Hal Holbrook       | Friedrich Schoenfelder |
| Lamar Quinn            | Terry Kinney       | Ulrich Matthes         |
| William Devasher       | Wilford Brimley    | Joachim Nottke         |
| Wayne Tarrance         | Ed Harris          | Wolfgang Condrus       |
| Tammy Hemphill         | Holly Hunter       | Marina Krogull         |
| Ray McDeere            | David Strathairn   | Eberhard Prüter        |
| Eddie Lomax            | Gary Busey         | Hans-Jürgen Wolf       |
| F. Denton Voyles       | Steven Hill        | Edgar Ott              |
| Der nordländische Mann | Tobin Bell         | Helmut Gauß            |
| Sonny Capps            | Jerry Weintraub    | Gerd Holtenau          |
| Ein Rechtsanwalt       | Jonathan Kaplan    | Christian Olsen        |
| Tommie Morolto         | Paul Sorvino       | Jürgen Kluckert        |
| Joey Morolto           | Joe Viterelli      | Heinz Giese            |
| Junge Frau am Strand   | Karina Lombard     | Daniela Thuar          |

## Auszeichnungen
Holly Hunter wurde für ihre Rolle für die Filmpreise Oscar und BAFTA Award nominiert. Dave Grusin wurde für die Filmmusik für den Oscar und den Grammy Award nominiert; er gewann den BMI Film & TV Award. Tom Cruise wurde in zwei Kategorien für den MTV Movie Award nominiert.
Der Film gewann den People’s Choice Award.
Die Deutsche Film- und Medienbewertung FBW in Wiesbaden verlieh dem Film das Prädikat wertvoll.

## Kritiken
Der Film erhielt überwiegend positive Kritiken. Das Filmkritik-Portal Rotten Tomatoes gibt für den Film 75 % positive Rezensionen an und er hat einen Metascore von 58 von 100 bei Metacritic.
Das Lexikon des Internationalen Films schrieb, die Handlung aus der Romanvorlage entwickle sich „unter Sydney Pollacks erfahrener Regie zu einem spannenden Unterhaltungsfilm mit sorgsam profilierten Figuren und hervorragenden Schauspielern“.
Die Zeitschrift Prisma schrieb, der Film sei ein „gut inszenierter und spannender Polit-Thriller, der ab und an überraschende Wendungen“ nehme, aber ein „dämliches, weil völlig unglaubwürdiges Ende“ biete.

## Fortsetzungen
Ab Januar 2012 zeigte das US-amerikanische Network NBC eine Fortsetzung des Films als TV-Serie. Josh Lucas spielte hier die Rolle von Tom Cruise. Die Serie startete etwa zehn Jahre nach dem Film. Weitere Hauptdarsteller waren u. a. Molly Parker und Juliette Lewis.
Die Serie The Firm wurde nach einer Staffel eingestellt.